# Cynomops planirostris
Cynomope à ventre blanc
Espèce
Statut de conservation UICN

 LC  : Préoccupation mineure
Répartition géographique
Cynomops planirostris, qui a pour nom commun Cynomope à ventre blanc, est une espèce sud-américaine de chauves-souris de la famille des Molossidae.

## Description
Cynomops planirostris est une petite chauve-souris, avec une longueur de tête et de corps entre 50 et 66 mm, une longueur d'avant-bras entre 31 et 36 mm, une longueur de queue entre 22 et 30 mm, une longueur de pied entre 5 et 10 mm, la longueur des oreilles entre 13 et 17 mm et une poids jusqu'à 17 g.
La fourrure est courte et veloutée. Une zone densément couverte de poils de la même couleur que les membranes alaires est présente entre le bout de l'avant-bras, le poignet et le quatrième doigt. Les parties dorsales sont brunes ou brun rougeâtre avec la base des poils plus claire, tandis que les parties ventrales sont brunes le long des flancs et blanches ou jaunâtres sur la gorge et au centre de la poitrine et de l'abdomen. Le museau est large, surélevé et plat sur le dos, sans plis cutanés sur les lèvres et avec un menton large et arrondi. Les oreilles sont courtes, triangulaires, à bout arrondi, bien séparées les unes des autres et avec le bord antérieur replié vers l'avant. Le tragus est court, triangulaire et à large base, caché derrière l'antitragus, qui est large et carré avec des coins arrondis. Les membranes alaires sont brun foncé et attachées postérieurement sur le tibia juste au-dessus des chevilles. La queue est longue et trapue, s'étendant plus de la moitié au-delà de la large membrane interfémorale.

## Répartition
Cette espèce est présente au Panama, en Colombie, au Venezuela, au Guyana, au Suriname, en Guyane, en Équateur, l'est du Pérou et la Bolivie, les États brésiliens d'Amazonas, du Mato Grosso et du Pará, au Paraguay et au nord-ouest de l'Argentine.
Elle vit dans les forêts de feuillus et de conifères, les savanes et les marécages jusqu'à 700 m d'altitude.

## Comportement

### Habitation
Les individus se reposent notamment dans des grottes, des arbres creux et dans des bâtiments. Ils forment généralement des troupeaux de huit individus maximum. Les colonies de quelques centaines de membres se produisent rarement.

### Alimentation
Elle se nourrit d'insectes volants capturés au-dessus des plans d'eau.